# Бруклин-Хайтс
Бруклин-Хайтс (англ. Brooklyn Heights) — жилой район (нейборхуд) в Бруклине (Нью-Йорк). Район ограничен Олд-Фултон-стрит возле Бруклинского моста на севере, Кадман Плаза Вест на востоке, Атлантик-авеню на юге и скоростной автомагистралью Бруклин-Куинс или Ист-Ривер на западе. Соседние районы: Дамбо на севере, Нижний Бруклин на востоке, а также Коббл-Хилл и Боэрум-Хилл на юге.
Первоначально называвшийся Бруклинской деревней, он был известным районом Бруклина с 1834 года. Район известен своей невысокой архитектурой и множеством домов из красного кирпича, большинство из которых были построены до гражданской войны. Здесь также есть множество известных церквей и других религиозных учреждений. Первая художественная галерея Бруклина, Бруклинская художественная галерея, была открыта в Бруклин-Хайтс в 1958 году. В 1965 году большая часть Бруклин-Хайтс была защищена от бесконтрольного развития благодаря созданию исторического района Бруклин-Хайтс, первого такого района в Нью-Йорке. Район был внесен в Национальный реестр исторических мест в 1966 году.
До Бруклин-Хайтс, расположенного прямо через Ист-Ривер от Манхэттена и связанного с ним метро и регулярным паромным сообщением, также легко добраться из центра Бруклина. Колумбия-Хайтс, престижная улица длиной в шесть кварталов рядом с набережной Бруклин-Хайтс иногда считается отдельным районом.
Бруклин-Хайтс является частью вторго Бруклинского общественного округа, а его основной почтовый индекс — 11201. Его патрулирует 84-й участок Департамента полиции Нью-Йорка. Пожарная служба Нью-Йорка управляет двумя пожарными депо недалеко от Бруклин-Хайтс: Engine Company 205 / Ladder Company 118 на Миддаг-стрит, 74 и Engine Company 224 на Хикс-стрит, 274.

## История

### Ранние поселения
Бруклин-Хайтс занимает плато на высоком обрыве, который резко поднимается от берега реки и постепенно спускается к суше. До того, как голландцы поселились на Лонг-Айленде в середине 17 века, американские индейцы Ленапе называли этот мыс Ихпетонга («высокий песчаный берег»).
Паромы через Ист-Ривер ходили ещё в 1642 году, обслуживая местные фермы. Самый значительный из паромов курсировал между нынешней Фултон-стрит и Пек-Слип на Манхэттене, и им управлял Корнелиус Дирксен. Паромное сообщение способствовало процветанию низменностей, где вдоль воды располагались фермы и некоторые фабрики, но возвышенности использовались редко.
Этот район был сильно укреплен до битвы при Лонг-Айленде во время войны за независимость США. После того, как британские войска высадились на Лонг-Айленде и продвинулись к позициям Континентальной армии, генерал Джордж Вашингтон вывел сюда свои войска после тяжелых потерь, но смог совершить умелое отступление через Ист-Ривер на Манхэттен, не потеряв ни войск, ни оставшихся припасов.
После войны участок земли площадью 160 акров, принадлежавший лоялисту Джону Рапелджи был конфискован и продан братьям Сэндс, которые пытались застроить часть земли на частоколе как поселение, которое они назвали «Олимпия». , но осуществить это не удалось, отчасти из-за сложности строительства там. Позже они продали часть своей земли Джону Джексону, который создал поселение Винегар-Хилл, большая часть которого позже стала Бруклинской военно-морской верфью.

### Развитие
Бруклин-Хайтс начал развиваться после того, как в 1814 году компания Роберта Фултона New York and Brooklyn Steam Ferry Boat Company начала регулярное регулярное паромное сообщение при финансовой поддержке Хезекии Бирса Пьерпонта, одного из крупнейших землевладельцев этого района. Пьерпон накопил 60 акров земли, в том числе 800 футов, выходящих прямо на гавань, и всю эту землю он планировал разделить на части. Поскольку его намерением было продать торговцам и банкирам, жившим на Манхэттене, ему нужен был легкий доступ между Бруклин-Хайтс и Нью-Йорком, который предоставила компания Фултона. Пьерпон купил 60 акров (24 га) — часть поместья Ливингстон, а также фермы Бенсон, Де Бевуаз и Римсен — на месте, которое тогда называлось «Клевер-Хилл», ныне Бруклин-Хайтс, и построил там особняк. Пьерпон приобрел и расширил завод по производству джина, принадлежавший Филипу Ливингстону на Ист-Ривер, на месте нынешней улицы Джоралемон, где он производил джин Anchor.
Желая разделить и развивать свою собственность, Пьерпон осознал необходимость регулярного паромного сообщения через Ист-Ривер и с этой целью стал видным инвестором в New York and Brooklyn Steam Ferry Boat Company Роберта Фултона, используя свое влияние на компанию Фултона. от имени; в конце концов он стал совладельцем и директором компании. Паром Фултона начал ходить в 1814 году, а Бруклин получил статус деревни от штата Нью-Йорк в 1816 году, благодаря влиянию Пьерпона и других видных помещики. Затем город готовился к созданию уличной сети, хотя существовали конкурирующие планы по размеру участков. Джон и Джейкоб Хикс, которые также владели недвижимостью на Бруклин-Хайтс, к северу от Пьерпона, отдавали предпочтение меньшим участкам, поскольку они предлагали свою землю торговцам и ремесленникам, уже жившим в Бруклине, а не пытались переманить торговцев и банкиров из Манхэттена, как Пьерпон. Чтобы противостоять предложению Хиксов, Пьерпон нанял геодезиста и предложил альтернативу. В конце концов, план Хиксов был принят к северу от Кларк-стрит, а план Пьерпона с участками размером 25 на 100 футов (8 на 30 метров) — к югу от неё.
Благодаря влиянию Пьерпона и других землевладельцев, Бруклин получил от штата статус деревни в 1816 году, что привело к тому, что улицы были проложены по регулярной сетке, проложены тротуары, установлены водяные насосы и введено наблюдение. После 1823 года фермы начали делить на участки размером 25 на 100 футов (7,6 на 30,5 м), которые рекламировались как подходящие для «загородного уединения» для жителей Манхэттена, что привело к строительному буму, в результате которого возник Бруклин-Хайтс. став «первым спальным районом», поскольку до Манхэттена было легче и быстрее добраться на пароме, чем добираться из верхнего Манхэттена наземным транспортом. Житель Бруклин-Хайтс мог выйти из офиса в три часа, пообедать дома в четыре и ещё успеть «неторопливо покататься на окраину города», в «рай для среднего класса». Развитию общины способствовала эпидемия желтой лихорадки 1822 года, когда многие богатые жители города покинули её и перебрались в район, который рекламировался как «возвышенный и совершенно здоровый в любое время года… избранный район и круг общества».
Если в 1807 году в Бруклин-Хайтс было всего семь домов, к 1860 году их было более шестисот, а к 1890 году территория была почти полностью застроена. Здания были спроектированы в самых разных стилях. Развитие началось в северной части и двинулось на юг, поэтому общая архитектура изменилась в этом направлении, поскольку предпочтительный стиль того времени менялся на протяжении десятилетий. На протяжении 19 века Бруклин-Хайтс оставался элегантным районом и стал культурным и финансовым центром Бруклина. Его развитие привело к появлению таких ответвлений, как Коббл-Хилл, а затем и Кэрролл-Гарденс.
До гражданской войны Бруклин-Хайтс был центром аболиционистского движения благодаря речам и деятельности Генри Уорда Бичера, пастора Плимутской церкви, ныне Плимутской церкви паломников. Бичер был всемирно известным деятелем, известным на лекциях своим новым ораторским стилем, в котором он использовал юмор, диалект и сленг. При Бичере через Плимутскую церковь прошло так много рабов на пути к свободе в Канаде, что последующие поколения называли церковь «Большой центральной станцией подземной железной дороги». Чтобы драматизировать тяжелое положение тех, кто находится в плену, Бичер однажды привел в церковь рабыню и провел аукцион, на котором тот, кто предложил самую высокую цену, купил не рабыню, а её свободу. Бичер также собирал деньги на выкуп других рабов из плена и отправлял винтовки аболиционистам в Канзасе и Небраске в ящиках с надписью «Библия», что дало винтовкам прозвище «Библии Бичера».

### XX век
Завершение строительства Бруклинского моста в 1883 году, бруклинский конец которого находился недалеко от восточной границы Бруклин-Хайтс, положило начало процессу повышения доступности района из таких мест, как Манхэттен. Линия метро на Лексингтон-авеню компании Interborough Rapid Transit Company (IRT), которая достигла Бруклин-Хайтс в 1908 году, стала ещё более мощным катализатором развития района. В результате легкость передвижения по окрестностям и ощутимая потеря особенности и «качества» начали вытеснять купцов и патрициев, живших там; со временем их особняки были разделены на жилые дома и пансионаты. В этот район начали переезжать художники и писатели, а также был построен ряд крупных отелей — «Сент-Джордж» (1885 г.), «Маргарита» (1889 г.), «Боссерт» (1909 г.), «Леверих Тауэрс» (1928 г.) и «Пьерпон» (1928 г.). К началу Великой депрессии большая часть среднего класса покинула этот район. Пансионаты превратились в ночлежки, и район стал напоминать трущобы.
В 1940-х и 1950-х годах строительство скоростной автомагистрали Бруклин-Куинс (BQE) сильно повлияло на район, поскольку оно отняло северо-западный угол района, разрушив целые ряды домов из коричневого камня. Примерно в то же время «главный строитель» Нью-Йорка Роберт Мозес начал разрабатывать планы по замене рядных домов из коричневого камня, которые были типичной формой зданий в этом районе, на большие роскошные многоквартирные дома. Ярким примером предполагаемого результата является строительство жилищных кооперативов Cadman Plaza в северной части района, расположенное на месте, где когда-то стоял троллейбусный терминал Бруклинского моста. В 1959 году была сформирована общественная группа Норт-Хайтс, которая выступила против разрушения дешёвого малоэтажного жилья с целью строительства высотных башен Cadman Plaza. Архитектор Персиваль Гудман представил альтернативный план сохранения всех прочных построек, который собрал 25 000 сторонников. В начале 1961 года от мэрии поступило компромиссное предложение, призывающее построить две 22-этажные башни с более чем 1200 квартирами класса люкс и среднего дохода. Ассоциация Бруклин-Хайтс полностью поддержала компромиссный план, несмотря на сильную оппозицию со стороны сообщества по сохранению, включая общественную группу Норт-Хайтс. В результате в конце 1961 — начале 1962 года, когда началось строительство по изменённому плану, 1200 жителей были выселены из своих домов.
Одно из положительных событий произошло, когда общественные группы — в первую очередь Ассоциация Бруклин-Хайтс, основанная в 1910 году — присоединились к Моисею в создании променада Бруклин-Хайтс, также называемого Эспланадой, который консольно возвышался над BQE. Это место стало излюбленным местом среди местных жителей, предлагая великолепные виды на Статую Свободы, панораму Манхэттена через Ист-Ривер, Бруклинский мост, Манхэттенский мост и захватывающие фейерверки над Ист-Ривер. Первоначально Моисей предлагал построить BQE в центре Бруклин-Хайтс. Противодействие этому плану привело к изменению маршрута скоростной автомагистрали в сторону обрыва, что позволило создать Променад.
К середине 1950-х годов новое поколение владельцев недвижимости начало переезжать в Хайтс, положив начало «возрождению коричневого камня», купив и отремонтировав дома периода до Гражданской войны, что стало частью движения по охране природы, кульминацией которого стал переезд в 1965 году. Закона об охране достопримечательностей. В 1965 году общественные группы, которые позже стали Ассоциацией Бруклин-Хайтс, добились того, чтобы Комиссия по сохранению достопримечательностей Нью-Йорка объявила этот район историческим районом Бруклин-Хайтс, первым таким районом в городе. За этим в последующие десятилетия последовала дальнейшая джентрификация района, превратившего его в район, где проживают представители среднего класса, который стал «одним из самых приятных и привлекательных районов Нью-Йорка».

## Архитектура и достопримечательности
Бруклин-Хайтс стал первым районом, попавшим под защиту Закона о сохранении памятников архитектуры Нью-Йорка 1965 года. Район состоит в основном из кварталов живописных рядовых домов и нескольких особняков. Здесь представлен широкий спектр архитектурных стилей, включая неогреческий, итальянский стиль, стиль Наполеона III, неоготику, неороманский стиль и неоклассицизм, а также несколько 2-этажных домов позднего федерального стиля начала XIX века в северной части района. Некоторые дома были построены из кирпича, но преобладающим строительным материалом был браунстоун или «джерсийский фрестоун», красновато-коричневый камень из округа Пассейик, штат Нью-Джерси.
Типичный рядный дом из коричневого камня был трех- или четырёхэтажным, с главным этажом, расположенным выше уровня улицы, куда можно было попасть по лестнице, называемой «ступом», слово, заимствованное из голландского языка. Подвал обычно располагался на полпролета ниже улицы и использовался в качестве рабочей зоны для слуг, включая кухню. На первом этаже располагались общественные комнаты, на втором — спальни, а на верхнем — помещения для слуг. В задней части участка располагался частный сад. Помимо рядовых домов, ряд домов, особенно вдоль Пиррепонт-стрит и Пиррепонт-плейс, представляют собой настоящие особняки.
Концентрация более 600 домов времен Гражданской войны, один из крупнейших ансамблей такого жилья в стране, и малая этажность зданий создают атмосферу добрососедства.
В Бруклин-Хайтс очень мало высотных зданий. Среди них — 75 Livingston Street, отель St. George и кооперативный комплекс Concord Village на Адамс-стрит. Кроме того, в северной части Бруклин-Хайтс, по адресу Колумбия-Хайтс, 25, располагалась всемирная штаб-квартира организации «Свидетели Иеговы». Организация отреставрировала ряд исторических зданий для размещения своих сотрудников, в том числе бывший отель «Боссерт» на Монтагю-стрит, в котором когда-то сезонно жили многие игроки «Доджерс». В 2010 году организация объявила о планах начать распродажу своей многочисленной недвижимости в районе Хайтс и близлежащем центре Бруклина, поскольку планирует переехать в северную часть штата Нью-Йорк.
Исполнительные офисы «Бруклин Доджерс» в течение многих лет располагались в Хайтс, недалеко от пересечения улиц Монтегю и Корт. Табличка на офисном здании, которое заменило старую штаб-квартиру «Доджерс» на Монтагю-стрит, 215, указывает на то, что именно здесь Джеки Робинсон подписал свой контракт с высшей лигой.

В Бруклин-Хайтс расположены Плимутская церковь пилигримов и Маронитский католический собор Богоматери Ливана, а также Первое унитарное конгрегационное общество, Историческое общество Лонг-Айленда, Коллегиальный институт Пакера, церковь Святой Анны и Святой Троицы и другие исторически значимые здания. На Монтегю-стрит сосредоточено несколько зданий банков, в том числе здание Бруклинской трастовой компании, здание Народного треста и здание Национальной титульной гарантии.

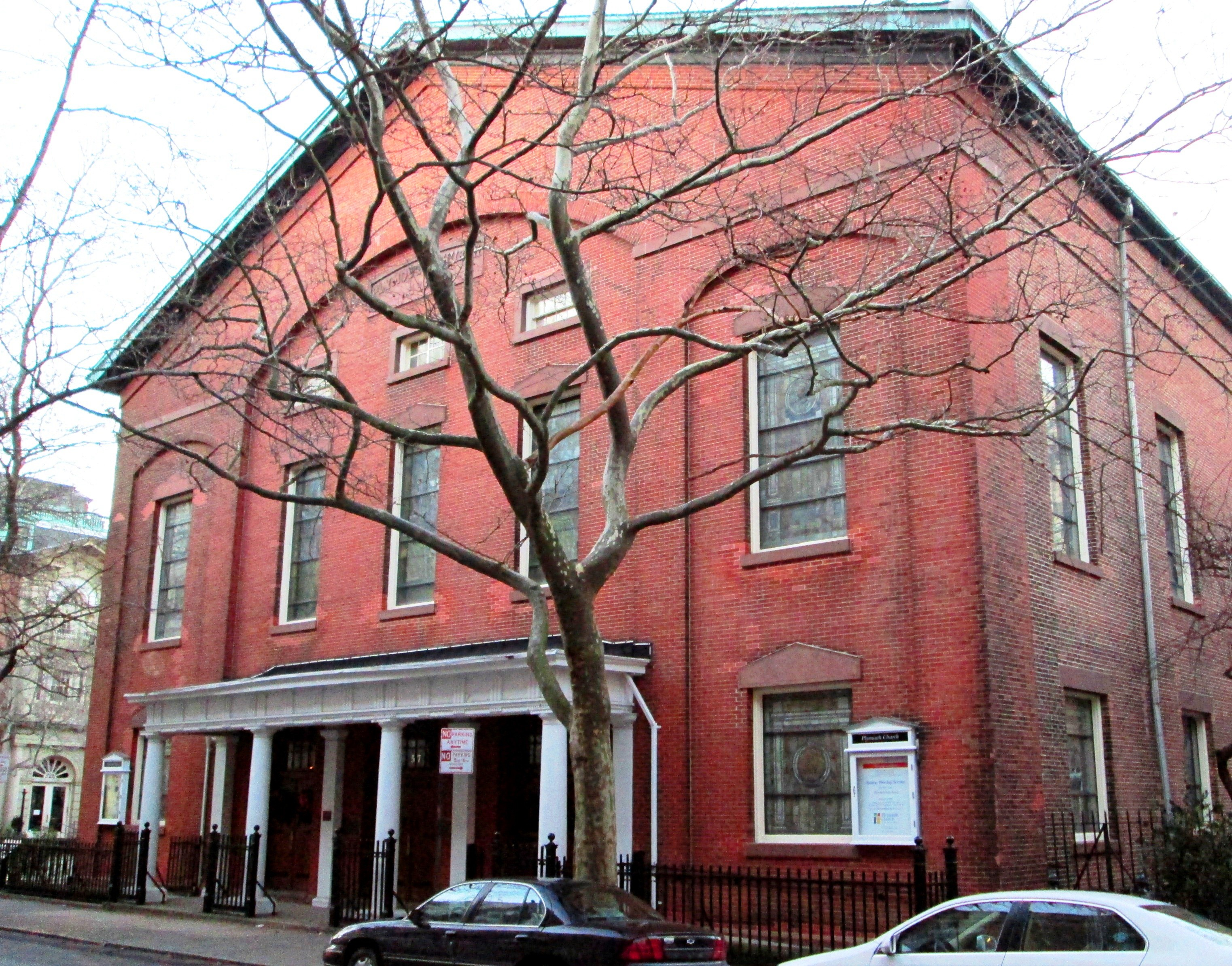
Плимутская церковь
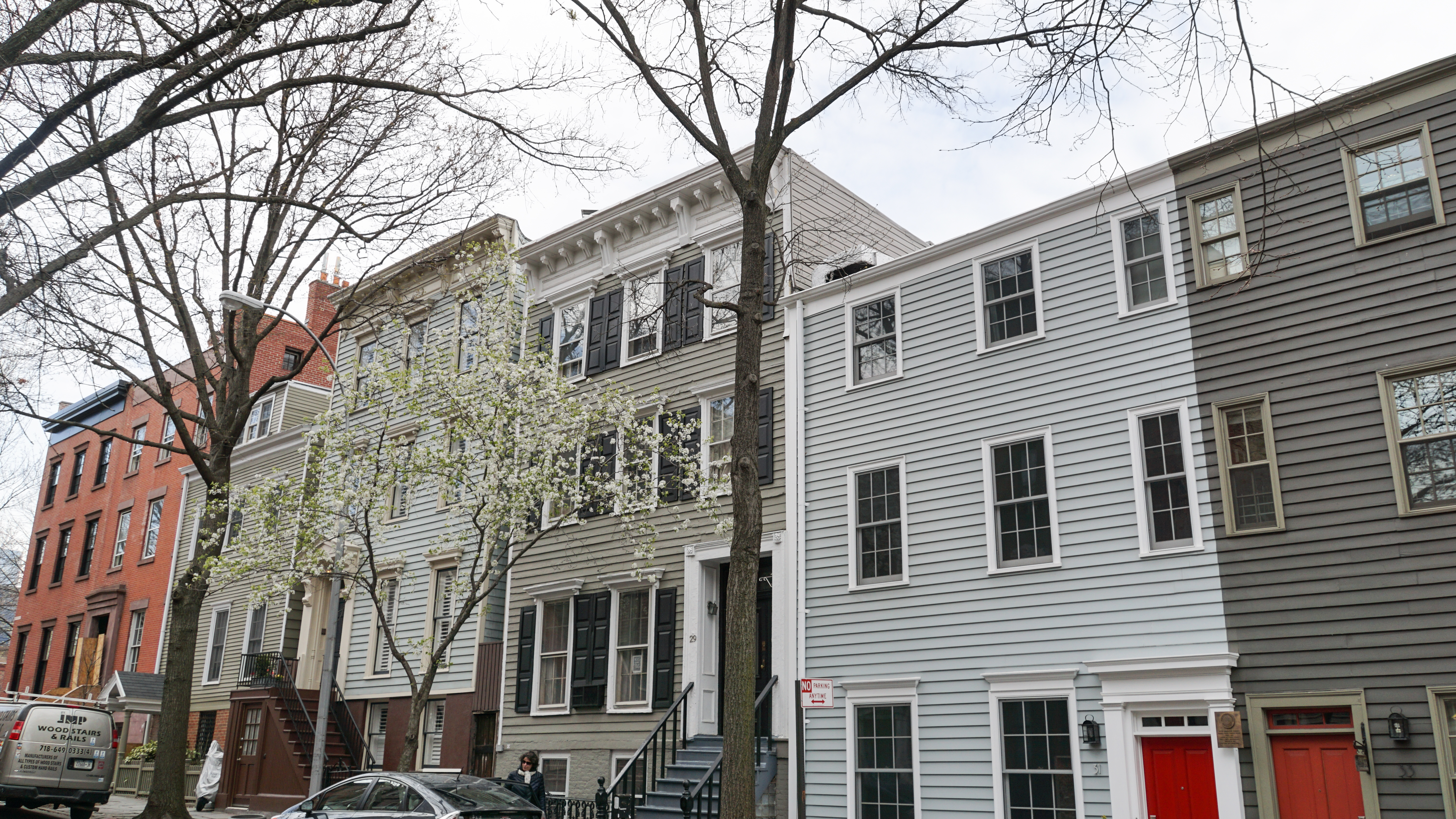
Деревянные дома на Миддаг-стрит
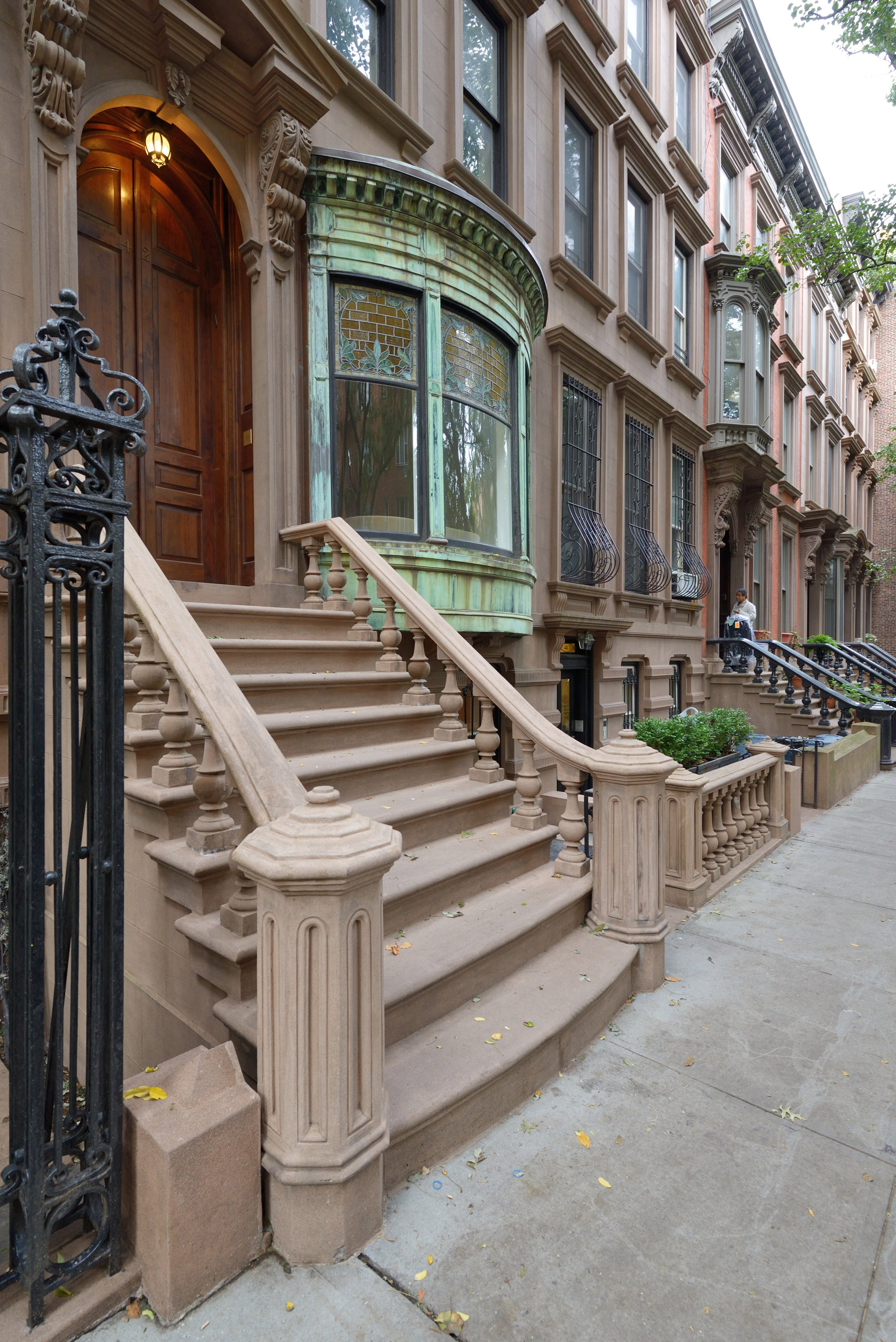
Таунхаусы в Бруклин-Хайтс
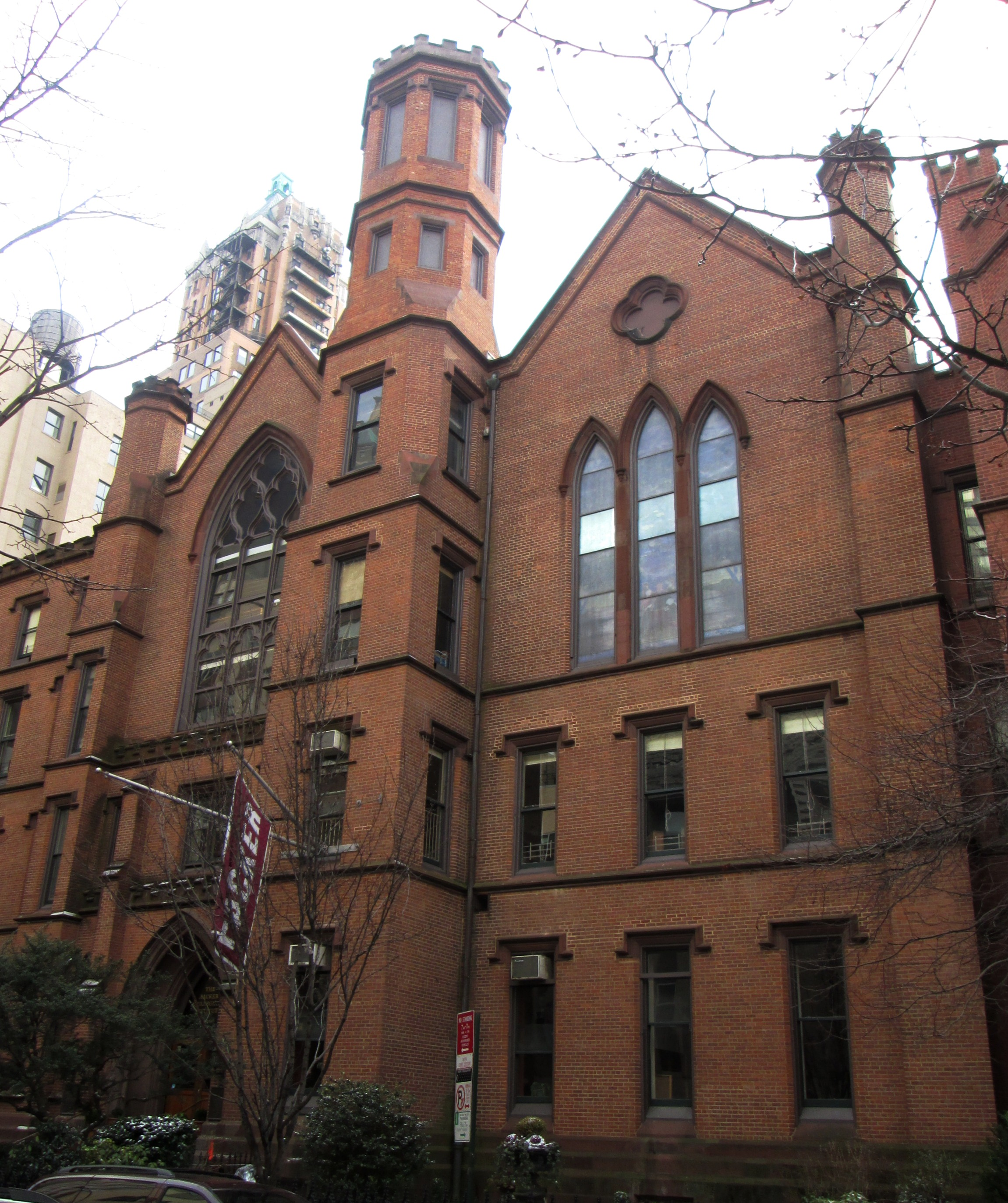
Коллегиальный Институт Пакера